# Diệu Thuần
Diệu Thuần tên đầy đủ là Phạm Diệu Thuần, (sinh ngày 5 tháng 7, 1957 tại Hải Phòng) là nữ diễn viên điện ảnh và truyền hình Việt Nam, bà từng giành giải Nữ diễn viên xuất sắc trong Liên hoan phim Việt Nam lần thứ 6.

## Tiểu sử
Phạm Diệu Thuần sinh ngày 5 tháng 7 năm 1957 tại huyện Cát Hải, thuộc huyện đảo Cát Bà, thành phố Hải Phòng trong một gia đình công nhân. Gia đình bà sau đó di cư sang Quảng Ninh sinh sống. Bà thi vào Trường Điện ảnh Việt Nam và tốt nghiệp khoá 2 (1973-1977) cùng với các nghệ sĩ Phương Thanh, Thanh Quý, Minh Châu.

## Sự nghiệp
Sau khi tốt nghiệp, bà về làm việc tại Hãng phim truyện Việt Nam cho đến khi về hưu. Bộ phim đầu tiên bà đóng là “Mưa rơi trên thành phố” và “Những người đã gặp”, sau đó bà thành công với “Ngày ấy bên sông Lam”, “Trở lại Sam Sao”...
Trong suốt sự nghiệp của mình, Diệu Thuần từ đóng những vai thôn nữ, những người mẹ hiền thục, gần đây, bà chuyển sang những vai đanh đá, cay nghiệt.

## Đời tư
Chồng bà là họa sĩ thiết kế Phạm Quang Vĩnh, hai ông bà cùng làm trong Hãng phim truyện Việt Nam nhưng đến khi bà tham gia phim Tội lỗi cuối cùng còn ông tìm bối cảnh cho Ngày ấy bên sông Lam, hai người mới biết nhau. Sau này họ cùng tham gia sản xuất bộ phim Ngày ấy bên sông Lam, và tổ chức kết hôn sau khi bộ phim quay xong vào năm 1982. Họ ông có hai người con cùng hoạt động trong lĩnh vực nghệ thuật.

## Giải thưởng
- 1983 - Giải Nữ diễn viên xuất sắc tại Liên hoan phim Việt Nam lần thứ 6
- 1997 - Được phong tặng danh hiệu Nghệ sĩ Ưu tú

## Tác phẩm

### Điện ảnh
| Năm  | Tựa đề                       | Vai diễn             | Ghi chú       |
| ---- | ---------------------------- | -------------------- | ------------- |
|      | Mưa trên thành phố           |                      |               |
| 1979 | Những người đã gặp           | Tâm                  |               |
| 1979 | Đất mẹ                       | Công nhân lâm trường |               |
| 1979 | Những con đường              |                      |               |
| 1980 | Tội lỗi cuối cùng            | Em cán bộ Tuấn       |               |
| 1980 | Đất mẹ                       |                      |               |
| 1982 | Cuộc chia tay mùa Hạ         | Soan                 |               |
| 1983 | Ngày ấy bên sông Lam         | Thùy                 |               |
| 1984 | Đêm miền yên tĩnh            | Thư ký               |               |
| 1985 | Trở về Sam Sao               | Giàng My             |               |
| 1985 | Cơn lốc biển                 | Mùi                  |               |
| 1986 | Thị trấn yên tĩnh            | Phó phòng bưu điện   |               |
| 1987 | Huyền thoại về người mẹ      |                      |               |
|      | Đi cùng năm tháng            |                      |               |
|      | Tìm lại Đa                   | Mẹ bé Đa             | Phim Nhật Bản |
| 1996 | Cây bạch đàn vô danh         | Cô lái đò            |               |
| 1998 | Khoảng vỡ                    | Dì Linh Đan          |               |
| 2003 | Của rơi                      |                      |               |
| 2004 | Hàng xóm                     | Thúy An              |               |
| 2005 | Chiến dịch trái tim bên phải | Mẹ Hoàng             |               |

### Truyền hình
| Năm  | Tựa phim                          | Vai diễn         | Đạo diễn                 | Kênh | Nguồn  |
| ---- | --------------------------------- | ---------------- | ------------------------ | ---- | ------ |
| 1994 | Bản giao hưởng đêm mưa            |                  | NSND Khải Hưng           | VTV1 | [ 9 ]  |
| 1996 | Người Hà Nội                      | Vợ trước của Dặt | Hoàng Tích Chỉ - Đoàn Lê | VTV3 |        |
| 1996 | Suối Ngàn Lau chảy mãi            | Thúy             | Nguyễn Hinh Anh          | VTV3 |        |
| 1997 | Sa ngã                            | Bà Thoa          | Nguyễn Anh Dũng          | VTV3 | [ 10 ] |
| 1998 | Người về sông Thương              |                  | Nguyễn Hinh Anh          | VTV1 | [ 11 ] |
| 1998 | Dời nhà lên phố                   | Bà Năm           | Nguyễn Danh Dũng         | VTV1 |        |
| 1999 | Gió chuyển mùa                    | Vợ ông Bảng      | Quý Dũng                 | H    |        |
| 2000 | Lúa và đất                        | Hai Huệ          | Nguyễn Thế Vĩnh          | VTV1 | [ 12 ] |
| 2001 | Mùa lá rụng                       | Hoài             | Trần Quốc Trọng          | VTV3 |        |
| 2002 | Nhành lau trắng                   | Bà Hoa           | Bùi Huy Thuần            | VTV3 |        |
| 2002 | Chim bìm bịp                      | Bà Thu           | Đoàn Lê, Văn Lượng       | THP  |        |
| 2002 | Khúc dạo đầu                      | Chủ CH nội thất  | Nguyễn Quang             | VTV3 |        |
| 2003 | Ảo vọng xe hơi                    | Bà Nhung         | NSND Nguyễn Hữu Phần     | VTV3 | [ 13 ] |
| 2003 | Em ở nơi nao                      |                  |                          | VTV3 | [ 14 ] |
| 2003 | Nhật ký chiến trường              |                  | Nguyễn Thế Vinh          | VTV3 | [ 15 ] |
| 2003 | Sự thật                           | Hợi              | NSND Bạch Diệp           | VTV3 | [ 16 ] |
| 2003 | Hạnh phúc đợi chờ                 | Thái             | Nguyễn Anh Dũng          | H    | [ 17 ] |
| 2005 | Con đường khát                    | Mẹ chồng         | Thế Vinh - Trần Hùng     | VTV3 | [ 18 ] |
| 2005 | Mạnh hơn công lý                  | Bà Tùng          | Nguyễn Quang             | H1   |        |
| 2006 | Tình yêu chia sẻ                  | Mẹ Hùng          | Nguyễn Thế Vĩnh          | VTV3 |        |
| 2007 | Hoãn ăn hỏi                       |                  | Hà Lê Sơn                | VTV3 |        |
| 2010 | Chít và Pi                        |                  | Nguyễn Hoàng Điệp        | VTV3 |        |
| 2012 | Đàn trời                          | Bà Sắn Pì        | Bùi Huy Thuần            | VTV1 |        |
| 2013 | Vận may bất ngờ                   |                  | Trịnh Lê Phong           | VTV1 |        |
| 2013 | Bí mật tam giác vàng              | Bun Xa Lì        | Nguyễn Dương             | VTV3 |        |
| 2016 | Những ngọn nến trong đêm (phần 2) | Mẹ Văn           | Nguyễn Khải Anh          | VTV3 |        |
| 2018 | Hạnh phúc không ở cuối con đường  | Bà Hà            | Nguyễn Khải Hưng         | VTV1 |        |
| 2019 | Người giữ lửa                     |                  | Bùi Huy Thuần            | VTV8 |        |

## Nhận định
Cuốn Diễn viên điện ảnh Việt Nam của Viện Nghệ thuật và Lưu trữ Điện ảnh (1994) đã dành những nhận xét trân trọng về Diệu Thuần: “Nét mộc mạc và đằm thắm vốn có trong tư chất người nữ diễn viên đã được thổi vào nhân vật một cách nhuần nhuyễn, khiến cho nhân vật của Diệu Thuần trở nên lung linh, nhiều sức biểu cảm.